# Регулярна держава

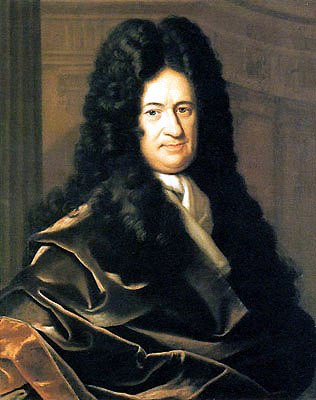
Готфрід Лейбніц. Портрет роботи Б. К. Френка. Музей герцога Антона Ульріха, Брауншвейг.

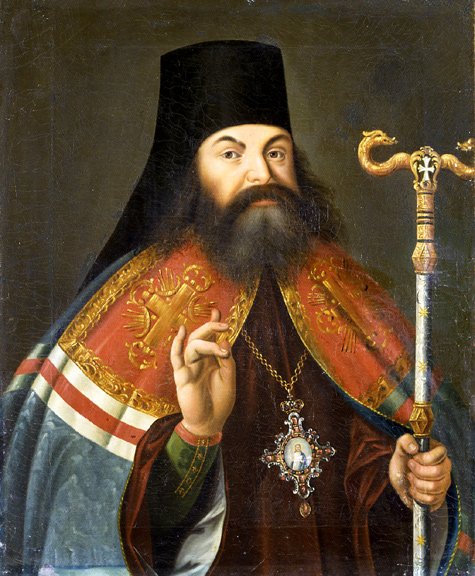
Феофан Прокопович. Посмертний портрет невідомого автора

Регуля́рна держа́ва (нім. Regulären staat від лат. regularis — впорядкований, влаштований за правилами) — різновид абсолютної монархії кінця XVII — початку XVIII сторіччя, для якої характерно прагнення до цілковитого підпорядкування суспільства державному контролю та детальної регламентації не лише громадського, але й приватного життя підданих заради умовної «загальної користі».
Ідея «регулярної держави» була теоретично обґрунтована Самуїлом Пуфендорфом і Готфрідом Лейбніцем та творчо розвинута учнями Лейбніца, насамперед Християном Вольфом. Спираючись на принципи раціоналізму, переосмисливши філософські та правові концепції Декарта, Гроція і Гоббса, Ляйбніц закликав до перебудови держави «за законами розуму». За його переконаннями «ідеальна монархія» мала бути схожою на величезний годинник, у якому всі коліщатка рухаються за єдиним задумом. Завданням такої держави мала бути турбота про «загальну користь» — вищу за особисті прагнення окремих людей.
Учні Лейбніца йшли ще далі і стверджували, що заради «загальної користі» уряд має керувати будівництвом не лише громадських будівель, але й приватних осель, встановлювати ціни на товари і розміри заробітної плати, влаштовувати театральні вистави, виховувати дітей та стежити за дотриманням правил поведінки дорослими. Влада монарха в «регулярній державі» мала бути абсолютною, однак водночас він повинен був підпорядковувати свої дії «загальній користі» та уважно прислухатися до мудрих порад своїх помічників — учених.
Християн Вольф у 1721 році визнав, що запропонована ним модель є насправді набагато ближчою до сучасного йому Китаю, аніж до тодішньої Європи. Втім, апелювання до досвіду східних країн — і Китаю зокрема — взагалі було поширеним серед філософів доби раціоналізму та Просвітництва.

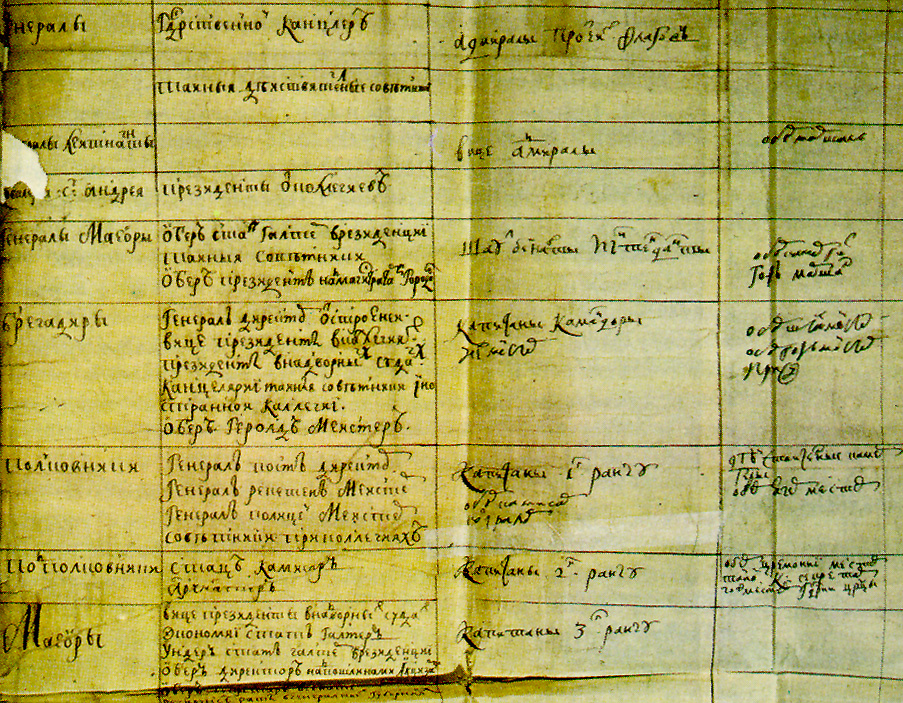
Табель про ранги 1722 року, що визначав ієрархію чиновництва в Російській імперії

Ідеям німецьких філософів були співзвучні й погляди киянина Феофана Прокоповича.
Втіленням ідей «регулярної держави» зазвичай вважають Швецію Карла XI і Карла XII, Російську імперію доби Петра I та Пруссію часів Фрідріха Вільгельма I. Проте збудовані за рецептами філософів монархії більше були схожі не так на годинники, як на регулярні армії. Не дивно, що в обох державах панував «культ мундиру», з яким не розставалися й самі володарі.
Регулярну державу часто ототожнюють з «освіченою абсолютною монархією», проте освічений абсолютизм насправді не лише виник пізніше, а й, попри позірну схожість, у в багатьох своїх рисах не лише не нагадує регулярну державу, а й може бути їй протиставлений.